# Aleksander Hall
Aleksander Jan Hall (født 20. maj 1953 i Gdańsk) er doktor i historie, polsk politiker og publicist. Han var aktiv i den demokratiske opposition i Polen i 1970'erne og 1980'erne.
Efter 1989 har han spillet en væsentlig rolle inden for partierne den Demokratiske Højrefløjs Forum (FPD), den Demokratiske Union (UD), det Konservative Parti og det Folkelige-Konservative Parti. Minister uden portefølje i Tadeusz Mazowieckis regering 1989–1990. Siden 2001 ikke deltager i aktiv politik.

## Uddannelse
Aleksander Hall er absolvent fra Gdańsks Universitets humanistiske afdeling. Hans doktorafhandling beskæftiger sig med Charles de Gaulles liv og tanker.

## Politisk virke
Fra 1970'erne var han aktiv inden for Bevægelsen til Forsvar for Menneske- og Borgerrettigheder (ROPCiO). Stifter og leder af det Unge Polens Bevægelse (RMP) og redaktør for bevægelsens blad Bratniak. 27. september 1981 var han en af underskriverne af stiftelseserklæringen for Uafhængighedstjenestens Klubber (KSN).